# Proconura shakespearei
Proconura shakespearei är en stekelart som beskrevs av Girault 1928. Proconura shakespearei ingår i släktet Proconura och familjen bredlårsteklar. Inga underarter finns listade i Catalogue of Life.